# X Vietnam
X Vietnam (también conocido como X-Vietnam o Por Vietnam) es el tercer álbum de la banda chilena Quilapayún, publicado en 1968. Su dirección musical estuvo a cargo del cantautor Víctor Jara, y fue el primer álbum que publicó el sello DICAP.

## Lista de canciones
| N.º | Título                                                                                  | Letras                  | Música                  | Duración |  |
| 1.  | «Por Vietnam» (1a versión)                                                              | Jaime Gómez Rogers      | Eduardo Carrasco        |          |  |
| 2.  | «Que la tortilla se vuelva»                                                             | Chicho Sánchez Ferlosio | Chicho Sánchez Ferlosio |          |  |
| 3.  | «Canción fúnebre para el Che Guevara»                                                   | Juan Capra              | Juan Capra              |          |  |
| 4.  | «Mamma mia dame cento lire»                                                             | popular italiana        | popular italiana        |          |  |
| 5.  | «La zamba del riego»                                                                    | Armando Tejada Gómez    | Óscar Matus             |          |  |
| 6.  | «Cueca de Joaquín Murieta»                                                              | Pablo Neruda            | Sergio Ortega           |          |  |
| 7.  | «Himno de las juventudes mundiales»                                                     | anónimo                 | anónimo                 |          |  |
| 8.  | «El tururururú» (2a versión: la 1a pertenece al álbum Canciones folclóricas de América) | popular española        | popular española        |          |  |
| 9.  | «Qué dirá el santo padre» (1a versión)                                                  | Violeta Parra           | Violeta Parra           |          |  |
| 10. | «Canto a la pampa»                                                                      | Francisco Pezoa         | popular                 |          |  |
| 11. | «La bola»                                                                               | popular cubana          | popular cubana          |          |  |
| 12. | «Los pueblos americanos»                                                                | Violeta Parra           | Violeta Parra           |          |  |

## Créditos
Quilapayún
- Eduardo Carrasco
- Julio Carrasco
- Carlos Quezada
- Patricio Castillo
- Willy Oddó

Dirección musical
- Víctor Jara